# Сингх, Джасвант
Джасвант Сингх (англ. Jaswant Singh, 10 августа 1931, Садхар, Британская Индия — 14 января 2022) — индийский хоккеист (хоккей на траве), нападающий. Серебряный призёр летних Олимпийских игр 1960 года.

## Биография
Джасвант Сингх родился 10 августа 1931 года в индийском городе Садхар (сейчас — в Пакистане).
Играл в хоккей на траве за «Сервисез» из Нью-Дели.
В 1960 году вошёл в состав сборной Индии по хоккею на траве на Олимпийских играх в Риме и завоевал серебряную медаль. Играл на позиции нападающего, провёл 6 матчей, забил (по имеющимся данным) 4 мяча (два в ворота сборной Дании, по одному — Нидерландам и Новой Зеландии).